# Cohen Live
Cohen Live: Leonard Cohen in Concert és un àlbum en directe del cantautor canadenc Leonard Cohen editat el 1994. Les cançons es van gravar en directe el 1988 a la I'm Your Man Tour i el 1993 a la The Future World Tour. Algunes de les cançons tenen lletres alterades, que s'imprimeixen a les notes de folre tal com s'han cantat.

## Llista de temes
1. Dance me to the End of Love
2. Bird on the Wire
3. Everybody Knows
4. Joan of Arc
5. There is a War
6. Sisters of Mercy
7. Hallelujah
8. I'm Your Man
9. Who by Fire
10. One of us Cannot be Wrong
11. If it be Your Will
12. Heart With no Companion
13. Suzanne